# Kamboi Eagles FC
El Kamboi Eagles FC o The Kamboi Eagles of Kenema és un club de futbol de Sierra Leone de la ciutat de Kenema. Disputa els seus partits a l'Estadi Kenema Town. Vesteix de color verd.

## Palmarès
- Copa de Sierra Leone de futbol:[2]
  - 1981, 1985

## Futbolistes destacats
- Paul Kpaka